# Estat de Zacatecas
|  | Aquest article tracta sobre l'estat. Vegeu-ne altres significats a «Zacatecas». |

Zacatecas és un dels 31 estats de Mèxic, localitzat a una altitud mitjana superior als 2.000 metres, ja que la Sierra Madre Occidental travessa l'oest del territori. No hi ha cap riu a l'estat, només petits rierols tributaris d'altres rius al nord i a l'oest, i per això, l'agricultura depèn força de les pluges. Limita al nord amb Durango i Coahuila, a l'est amb San Luis Potosí, al sud amb Aguascalientes i Jalisco i a l'oest amb Jalisco i Durango.
Els productes agrícoles que s'hi produeixen són cereals (la producció dels quals depèn en gran manera de les precipitacions), i el maguei, el qual depèn més de la irrigació de les valls baixes, i que es desenvolupa amb facilitat en climes secs. També es produeixen préssecs i raïm (i el seu derivat, el vi). La ramaderia també és important a l'estat, principalment de bestiar boví.
La indústria més important de Zacatecas, però, és la mineria de plata, or, mercuri, ferro, zinc, plom, bismut, antimoni i sal. Les riqueses minerals de l'estat van ser descobertes poc després de la conquesta castellana, i algunes de les mines (i les més famoses de Mèxico) daten de 1546, potser de les més antigues d'Amèrica. Les més productives són les mines de plata d'Alvarado. Només d'aquesta mina es van extraure més de 800 milions de dòlars durant 1548 i 1867, segons el registres que se'n conserven. Avui dia, Mèxic encara és el primer productor de plata del món.